# Gullabo socken
Gullabo socken i Småland ingick i Södra Möre härad, ingår sedan 1971 i Torsås kommun och motsvarar från 2016 Gullabo distrikt i Kalmar län.
Socknens areal är 136,05 kvadratkilometer, varav land 134,8. År 2000 fanns här 788 invånare. Småorten och kyrkbyn Gullabo med sockenkyrkan Gullabo kyrka ligger i socknen. 

## Administrativ historik
Gullebo socken motsvarar förmodligen den sedan länge försvunna 'Glosebo socken' som 1390 omnämns tillsammans med Torsås och Söderåkra socken 'sunnanskog', och som sedan redan under medeltiden uppgick i Torsås socken. På 1600-talet omtalas en kapellförsamling i nordvästra delen av Torsås socken, det är dock okänt var kapellet låg. I byn Glosebo fanns dock på 1500-talet ett kyrkoboställe så det troliga är ju att kapellet legat på byns marker.
1871 återuppstod denna socken genom en utbrytning ur Torsås socken och Gullabo församling bildades för att ansvara för de kyrkliga frågorna och Gullabo landskommun för de borgerliga frågorna. Denna senare inkorporerades 1952 i Torsås landskommun som sedan 1971 uppgick i Torsås kommun.
1 januari 2016 inrättades distriktet Gullabo, med samma omfattning som församlingen hade 1999/2000.
Socknen har tillhört samma fögderier och domsagor som Södra Möre härad.
Socken indelades fram till 1901 i (med de i Torsås socken) 126 båtsmanshåll, vars båtsmän tillhörde Södra Möres 3:e båstmanskompani.

## Geografi
Gullabo socken ligger vid gränsen till Blekinge i Södra Möres inland. Den består av skogsbygd, mindre slättområden, mossmarker och bergknallar.

## Fornminnen
Några få stenåldersboplatser och några lösfynd, som en stridsyxa, är kända.

## Namnet
Namnet (1536 Gullebode), taget från kyrkbyn, består av förledet namnet Gulle och efterledet bod.

Enligt en lokal sägen är dock bakgrunden en annan. Blå Källan mellan Öjebomåla och Gullabo kyrka skall enligt sägnen sina den dag befolkningen i området dör ut. I samband med digerdöden skall källan varit nära ett sina. En ensam  överlevande kvinna skall då ha gett sig ut i bygden med en näverlur och blåst för att söka efter någon överlevande. En man som kallades Bonde Gul hörde hennes lur och de båda fann varandra och blev ättlingar till dagens Gullabobefolkning. Tuthult ligger på platsen där hon stod och blåste i luren när de träffades, och Öjebomåla var den ödegård där de slog sig ned. Byarna Gulbo, Gullebo, Gulboås och Gulemåla har alla fått sina namn efter Bonden Gul.

### Fotnoter
1. 1 2 3  Svensk Uppslagsbok andra upplagan 1947–1955: Gullabo socken
2. 1 2  Harlén, Hans; Harlén Eivy (2003). Sverige från A till Ö: geografisk-historisk uppslagsbok. Stockholm: Kommentus. Libris 9337075. ISBN 91-7345-139-8
3. ↑  DMS 4:1 Möre
4. ↑  Administrativ historik för Gullabo socken (Klicka på församlingsposten). Källa: Nationella arkivdatabasen, Riksarkivet.
5. ↑  "Ostkanten" om Blekinge och Södra Möres båtsmän
6. 1 2  Sjögren, Otto (1931). Sverige geografisk beskrivning del 2 Östergötlands, Jönköpings, Kronobergs, Kalmar och Gotlands län. Stockholm: Wahlström & Widstrand. Libris 9939
7. 1 2 3  Nationalencyklopedin
8. ↑  Fornlämningar, Statens historiska museum: Gullabo socken
9. ↑  Fornminnesregistret, Riksantikvarieämbetet: Gullabo socken Fornminnen i socknen erhålls på kartan genom att skriva in sockennamn (utan "socken") i "Ange geografiskt område"
10. ↑  Sällsamheter i Småland del 4, s. 136